# Автоматична універсальна орбітальна станція
Автоматична універсальна орбітальна станція — негерметична платформа для створення космічних апаратів орієнтованих на дослідження Сонця та інший науково прикладних завдань.
Платформа АУОС замінила старе покоління ШСЗ серії ДС-У, яке вже не відповідало вимогам часу та науки.
Малі уніфіковані космічні апарати серії ДС-У зіграли видатну роль у проведенні досліджень фізичних особливостей і визначенні характеристик навколоземного космічного простору.

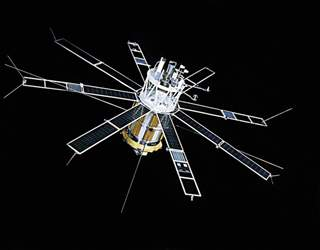
Проектне зображення супутника на платформі АУОС

## Історія створення
До початку 1970-х р.р. набула значної актуальності необхідність вивчення механізмів взаємозв'язку окремих фізичних явищ в ближньому космосі і сонячно-земних зв'язків. Апарати типу ДС-У вже не підходили для вирішення такої комплексної задачі з огляду на обмежених ресурсних і функціональних можливостей.
Результати аналізу, проведеного в 1971 р. Конструкторським бюро КБ «Південне», показали, що більшість завдань (незалежно від відомчої належності) можуть бути представлені у вигляді декількох груп. Однотипність вимог з боку завдань однієї групи визначила технічну та економічну доцільність створення, модернізації та розвитку спеціалізованих космічних апаратів як комплектацій єдиної бази апаратів, що одержала найменування «багатоцільовий космічний апарат» (КАМ).
Зокрема, було показано, що більшість наукових і прикладних задач, що вимагають збору, запам'ятовування та передачі інформації по радіоканалах, можуть бути вирішені на базі багатоцільових космічних апаратів тільки трьох класів: КАМ-1, КАМ-11, КАМ-111.

## Призначення
Українськими вченими та конструкторами були розроблені уніфіковані платформи для серії орієнтованих на Сонце космічних апаратів (АУОС), що призначені для геліофізичних, геофізичних та астрономічних досліджень на орбітах висотою 500—600 км.
В результаті виконаних проектних проробок було зроблено висновок, що потреби фундаментальних досліджень навколоземного космічного простору майже цілком покриваються використанням двох модифікацій автоматичної універсальної орбітальної станції класу КАМ-1 з орієнтацією на Землю (АУОС-3) і на Сонце (АУОС-СМ). Станції стали базовими платформами для створення цільових дослідницьких апаратів шляхом оснащення їх відповідними бортовими комплексами наукової апаратури.
Автоматична універсальна орбітальна станція АУОС-3 призначена для комплексного вивчення космічного простору, фізичної природи явищ сонячної активності, геофізичних явищ і зв'язки цих явищ з сонячною активністю, здійснюваного за програмою міжнародного співробітництва, а також для проведення експериментів в інтересах народного господарства. Вона забезпечує мінімум змін конструкції і складу бортового забезпечує комплексу при переході від одного застосування до іншого.
Базовий космічний апарат АУОС-СМ призначений для забезпечення проведення комплексних досліджень Сонця в інтересах науки і народного господарства в рамках проектів «Коронас-І», «Коронас-Ф», «Фотон-М», «Коронас-Фотон».
Платформа АУОС створювалася з метою розширення можливостей для дослідження навколоземного космічногопростору. Перше покоління супутників мало значні обмеження щодо наукової апаратури й розроблена в КБ «Південне» платформа АУОС мала вивести дослідницькі апарати на якісно новий рівень. Так на зміну першому поколінню ШСЗ так званої серії «Інтеркосмос» прийшли досконаліші комплексні лабораторії — автоматичні універсальні орбітальні станції (АУОС), які значно відрізняються від своїх попередників розмірами і насиченістю наукової апаратурою. Першим представником цього нового покоління «Інтеркосмос» став «Інтеркосмос-15».

## Параметри платформи
Характеристики платформ АУОС
| Космічний апарат                              | АУОС-СМ-КФ                       | АУОС-СМ-Ф                        |
| --------------------------------------------- | -------------------------------- | -------------------------------- |
| Маса, т                                       | 2,332                            | 2,376                            |
| Параметри орбіти: - висота, км - нахил, град. | - - 500 - 82,5                   | - - 500 - 73,5                   |
| Гарантований ресурс, р.                       | 1                                | 1                                |
| Ракета-носій                                  | - Циклон-2 - Циклон-3 - Дніпро-1 | - Циклон-2 - Циклон-3 - Дніпро-1 |